# Johanna Schnarf
Johanna "Hanna" Schnarf (Bressanone, 16. rujna 1984.) je talijanska alpska skijašica. Nastupa u disciplinama spust, superveleslalom i kombinacija.

## Olimpijske igre
Na Olimpijskim igrama u Vancouveru osvojila je 4. mjesto u superveleslalomu; brončana medalja joj je promakla za 11 stotinki, na istim igrama osvojila je i 8. mjesto u superkombinaciji.

## Svjetski kup
U Svjetskome skijaškome kupu Johanna nastupa od 5. prosinca 2004. godine, trenutno ima jedno pobjedničko postolje - osvojeno drugo mjesto u spustu, osim toga najbolji rezultati su joj i četiri plasmana u deset najboljih.

## Vanjske poveznice
- Osobna službena stranica
- Statistike FIS-a  Arhivirana inačica izvorne stranice od 6. veljače 2009. (Wayback Machine)